# 岩手県交通矢巾営業所
岩手県交通矢巾営業所（いわてけんこうつうやはばえいぎょうしょ）は、岩手県紫波郡矢巾町にあり、主に盛岡都市圏南部及び矢巾町内の路線を管轄する岩手県交通のバス営業所である。
また、盛岡地区における貸切車両および昼行高速バスの基地事業所でもあり、ヤマトオートワークス矢巾整備工場を併設している。

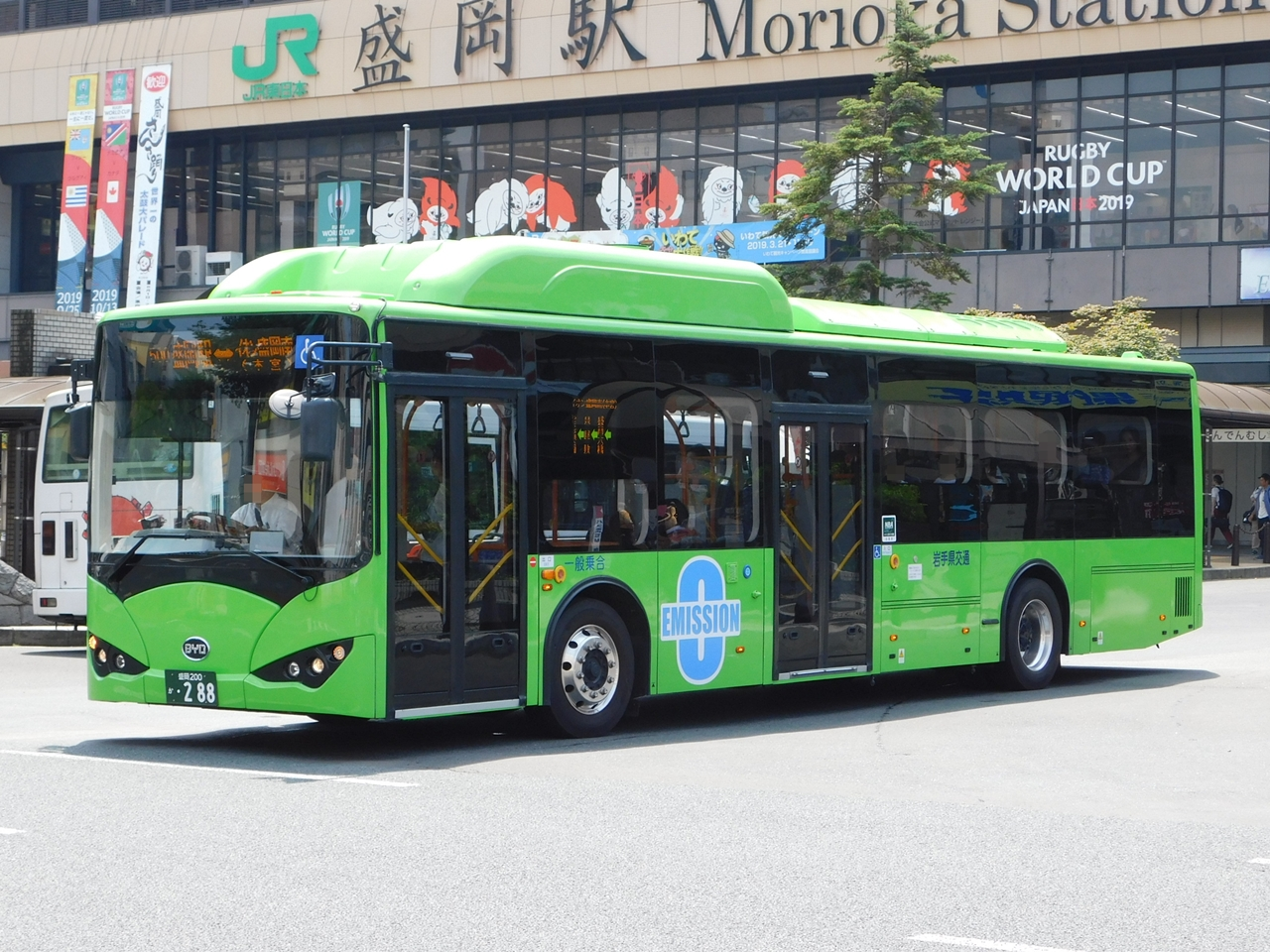
矢巾営業所に配属されている電気バス「Big Green」

## 所在地
岩手県紫波郡矢巾町広宮沢4-115-12

## 沿革
- 1981年5月 - 盛岡駅前にあった盛岡駅前営業所の機能を移転する形で開設[3]。
- 2012年4月 - 昼行高速バスを都南営業所より移管される。
- 2019年9月 - 岩手医科大学附属病院の新築移転に伴い、他営業所と共にダイヤ改定が行われる[4]。
- 2021年7月 - イオンモール盛岡南線・南インター経由川久保線・北高田線、矢巾医大線において、電気バス「Big Green」で運行する便に限り「Iwate Green Pass」が利用可能となる[5]。
- 2023年
  - 1月 - 雫石営業所閉所に伴い、滝沢営業所と共に雫石営業所が運行していた路線を移管[6][7]。
  - 5月 - ｢Iwate Green Pass｣が管内全路線で利用可能となる。

## 所管路線

### 昼行高速バス
車両は当営業所担当だが、乗務員は盛岡地区の各営業所が持回りで担当する（乗務員は両営業所兼務となっており、普段は自分の所属する営業所で乗務するが、指定された日のみ当営業所に出勤し高速バス乗務を行う）。また、宮城交通を除く共同運行他社および岩手県交通の他営業所所属車は折返し待機の際に当所ではなく他営業所に入庫する。
- アーバン号（宮城交通車の折返し待機は当営業所に入庫する）

### 花巻空港線
- 盛岡駅前（東口）8番のりば - （盛岡南インターチェンジ - 花巻インターチェンジ） -  花巻空港駅 - いわて花巻空港
  - 「花盛号（盛岡駅西口 - 花巻温泉）」の間合い運用で担当したことをきっかけに、都南営業所→当所担当便を順次移管を受け、全ての便が花巻営業所担当になったが、新型コロナウィルスによる航空便減便などに鑑み、再度全便当所へ移管。
  - 花巻駅空港線の廃止に伴い、2013年10月1日より花巻空港駅を経由するようになる（ターミナルまで所要約5分）[8][9]。
  - 花巻空港駅・東北自動車道を経由し、クローズドドアシステム（空港を発地／目的地としない乗降を扱わない）の措置が採られている。
  - 航空便に接続したダイヤが採られており、その変更に合わせてバスのダイヤも随時変更される。
  - 2024年2月1日より花巻営業所と共管となる。

### 一般路線バス

#### イオンモール盛岡南線
- 500 盛岡駅 - 盛南大橋南 - 泉屋敷 - イオンモール盛岡南
  - 土・日・休日に限り、一部紫波営業所が担当する便がある。

#### 羽場線
- 501 盛岡駅 - 盛岡バスセンター - 盛商前 - 羽場 - 盛岡工業高校 - 湯沢団地 - 矢巾営業所
  - 2024年4月1日より土・日・休日運休となる[10]。

#### 本宮線
- 502 盛岡駅 - 盛岡バスセンター - 盛商前 - 飯岡十文字 - 志波城古代公園
  - 2023年4月1日より土・日・休日のみの運行となった。
- 503 盛岡駅 - 盛岡バスセンター - 盛商前 - 飯岡十文字 - 流通会館前（流通センター） - 矢巾営業所
  - 2019年9月24日より平日のみの運行となった。
- 504 盛岡駅 - 盛岡バスセンター - 盛商前 - 飯岡十文字 - 湯沢団地 - 矢巾営業所

イオンモール盛岡南経由飯岡十文字行（530）は都南営業所が担当。

#### 飯岡線
- 505 盛岡バスセンター（ななっく前） - 盛岡駅 - 盛南大橋南 - 向中野 - 飯岡支所前 - 湯沢団地 - 矢巾営業所
  - 2022年2月から盛岡バスセンター始発に変更の上、仙北組町経由から盛南大橋南経由に変更[11]。

#### 川久保線
- 507 盛岡駅 - 盛岡バスセンター - 仙北町 - 川久保 - 三本柳 - 都南総合支所 - 飯岡駅前 - 崖 - 福祉センター前（流通センター） - 矢巾営業所
  - 飯岡駅前バス停は2011年10月1日から乗り入れ開始。
  - 都南総合支所発着（508）は都南営業所が担当[10][12]。

#### 南インター経由川久保線
- 510 盛岡駅 - 盛岡バスセンター - 山王下 - 川久保 - 友愛病院 - 上湯沢 - 矢巾営業所
  - 一部友愛病院発着の便がある。
  - 友愛病院発着の便は2019年2月1日の改正で、平日のみ運行となったが、2023年4月1日の改正を以って廃止。
  - 2024年4月1日より土・日・休日運休となる[10]。

#### 北高田線
- 513 盛岡駅 - 県庁・市役所前 - 盛岡バスセンター - 川久保 - 三本柳 - 都南病院前 - 北高田 - 医大矢巾キャンパス - 岩手医大病院 - 医大矢巾キャンパス -入口 -  矢巾郵便局 - 矢幅駅前 - 林崎 - 運輸支局前 - 福祉センター前（流通センター） - 矢巾営業所
- 514 盛岡駅 - 県庁・市役所前 - 盛岡バスセンター - 川久保 - 三本柳 - 都南病院前 - 北高田 - 医大矢巾キャンパス - 岩手医大病院 - 医大矢巾キャンパス -入口 -  矢幅郵便局 - 矢幅駅前
  - 514系統は2011年4月から北高田止まりから医大矢巾キャンパスまで、2016年7月から医大矢巾キャンパス止まりから矢幅駅前までそれぞれ路線延長。
  - 2016年7月から514系統のみ紫波営業所と共管。2016年10月から不来方高校経由から矢幅郵便局経由に変更したと同時に、日詰線の一部便を日詰駅前発着から矢幅駅前発着に変更して北高田線に編入。
  - 514系統と同一ルートの矢巾深夜線は都南営業所の所管。
  - 513・514系統共に、2019年9月24日より岩手医科大学附属病院に乗り入れを開始（矢巾深夜線は通過）。
  - 513系統は2024年4月1日より土・日・休日運休となる[10]

#### ゆいとぴあ東線
- 527 盛岡駅 - 盛南大橋南 - 盛商前 - 向中野 - 向中野四丁目 - 向中野五丁目 - よぼういがく協会
- 528 盛岡バスセンター（ななっく前） - 盛岡駅 - 盛南大橋南 - 盛商前 - 向中野 - 向中野四丁目 - 向中野五丁目 - よぼういがく協会
  - 2014年4月から経路変更をし、よぼういがく協会まで路線が延長された。同時に循環運用ではなくなった。
  - 2022年2月7日 - 再度経路変更を実施し、517系統の大部分を527系統に、518系統は528系統にそれぞれ変更された。[11][13]。それに伴い、517系統は朝の盛岡駅発の片側のみ残された。
  - 都南営業所、紫波営業所（527のみ）と共管。
  - 528系統は朝夕のみ運行。

#### 矢巾医大線
- 医大矢巾キャンパス - 岩手医大病院 - 医大矢巾キャンパス入口 -  矢幅郵便局 - 矢幅駅
  - 2016年10月から不来方高校経由から矢幅郵便局経由に変更。
  - 開設当初は平日のみ運行だったが、2019年9月24日の改正より土・日・休日も運行する。

#### 飯岡駅・工業高校線
- 531 盛岡工業高校前 → 中央市場南口 → 盛岡南公園 → 飯岡駅西口
  - 2022年10月の都南バスターミナル閉鎖に伴い、起終点を飯岡駅前に変更したうえで、運行開始。
  - 2022年12月7日 - 起終点を飯岡駅西口に変更。
  - 平日のみ運行。飯岡駅西口始発は都南営業所が担当。
  - 2023年12月の運行より盛岡工業高校休校日も運休対象となる[14]。

#### 盛南ループ
- 218：盛岡駅 → 菜園川徳前 → 盛岡バスセンター → 西仙北町 → 盛商前 → 原敬記念館前 → 盛岡市立病院 → 県立美術館前 → 総合アリーナ前 → 下川原 → 城西町 → 盛岡駅
- 219：「岩手県交通紫波営業所#盛南ループ」を参照。
  - 都南営業所（219系統のみ）[15]・紫波営業所と共管
  - 2023年10月1日の運賃改定より、上限額が200円から250円へ引き上げられた[16]。

#### イオンモール盛岡線
- 224：イオンモール盛岡 - 稲荷町 - 三ツ家 - 城西町 - 盛岡駅
  - 滝沢営業所と共管

#### 雫石線
- 盛岡バスセンター - 盛岡駅 - 三ツ家 （ - イオンモール盛岡）- 大釜 - 堀割 - 雫石駅前
  - 2025年4月1日より平日のみの運行となった[17]
  - 滝沢営業所と共管

#### つなぎ温泉線
- 盛岡バスセンター - 盛岡駅 -  天昌寺（ - イオンモール盛岡）- 大釜 - 盛岡つなぎ温泉
  - 滝沢営業所と共管

## 受託運行路線

### 矢巾町市街地循環バス「やはばす」
岩手県交通の地域連携ICカード「Iwate Green Pass」の他にも、「iGUCA」（岩手県北バス）、「Shuhoku Orange Pass」（秋北バス）、「Suica」、「PASMO」などの交通系ICカード全国相互利用サービスによるICカードも利用可能。東日本旅客鉄道ICカード乗車券取扱規則や西日本旅客鉄道ICカード乗車券取扱約款などでは岩手県交通運行路線として扱われる。

#### 岩手医大方面循環
- 矢幅駅 → 上谷地 → 医大附属病院前 → 医大矢巾キャンパス → 矢幅郵便局前 → 矢幅駅

#### 矢幅駅周辺循環
- 矢幅駅 → 町営住宅前 → 不来方高校前 → 矢幅駅
  - いずれも平日のみ運行。
  - 岩手医大方面循環から矢幅駅周辺循環への直通便あり。
  - 2019年9月20日より試験運行開始[21][22]。

## 移管路線
都南BT・イオンモール盛岡南線
- 521 盛岡バスセンター - 啄木新婚の家口 - 盛岡駅西口 - 杜の大橋 - イオンモール盛岡南 - 川久保 - 都南バスターミナル
  - 土・日・休日のみ運行。
  - 2016年10月1日より都南営業所・紫波営業所に移管

都南ゾーンバス基幹系統
- Cルート(盛岡駅 ← 盛南大橋 ← 盛商前 ← 川久保 ← 津志田近隣公園 ← 都南バスターミナル)
  - 平日のみ運行。
  - 2019年2月1日の運行より都南営業所に移管され、片道のみの運行となった。

白百合学園線
- 317：白百合学園 - 愛宕町口 - 若園町 - 盛岡バスセンター - 大通三丁目 - 盛岡駅
  - 2023年4月より白百合学園スクールバスの一部コースを一般路線化する形で運行開始。当初は松園営業所と共管だった。
  - 2024年4月1日より減便のうえ、松園営業所へ移管[10]。

川久保線
- 508 盛岡駅 - 盛岡バスセンター - 仙北町 - 川久保 - 三本柳 - 都南総合支所
  - 2024年4月1日より平日のみ運行となり、都南営業所へ移管[10][12]。

ゆいとぴあ東線
- 517 盛岡駅 → 盛南大橋南 → 盛商前 → 向中野 → 盛岡スコーレ高校前 → 向中野五丁目 → よぼういがく協会
  - 2024年4月1日 - 改正により都南営業所へ移管[23]。

## 廃止路線

### 昼行高速バス
- 盛岡・平泉線（毛越寺・中尊寺 - つなぎ温泉・盛岡駅西口） - 2012年度は4月1日 - 同年11月4日の期間運行
  - 予約不要。
  - 2009年度は花巻バスターミナル担当で「花盛号」の間合いで充当されていたが、2010年度・2011年度は都南営業所が担当。2012年度より当営業所の担当となった。間合いで平泉駅前 - げいび渓の期間運行路線にも充当される。
- 盛岡・十和田湖号 - 2012年度は9月14日 - 同年11月4日の期間運行
- みちのく号 - 2015年3月の運行をもって撤退。
- ヨーデル号 - 2024年1月の運行をもって撤退。

### 一般路線バス
飯岡線
- 506 盛岡駅 - 盛岡バスセンター - 仙北町駅西口 - 向中野 - 飯岡支所前 - 湯沢団地 - 矢巾営業所
  - 2022年2月のダイヤ改正で廃止

津志田線
- 509 盛岡駅 - 盛岡バスセンター - 川久保 - 津志田小学校 - 都南バスターミナル - 上湯沢 - 矢巾営業所
- 509 盛岡駅 - 盛岡バスセンター - 川久保 - 津志田小学校 - 都南バスターミナル - 上湯沢 - 都南つどいの森

南インター経由川久保線
- 510 盛岡駅 - 盛岡バスセンター - 盛岡バイパス - 川久保 - 友愛病院 - 上湯沢 - 都南つどいの森
- 511 盛岡駅 - 盛岡バスセンター（ななっく向） - 仙北町 - 川久保 - 友愛病院 - 上湯沢 - 矢巾営業所
  - 2016年7月のダイヤ改正で廃止

北高田線
- 512 盛岡駅 - 盛岡バスセンター（ななっく向） - 川久保 - 三本柳 - 北高田 - 医大矢巾キャンパス - 矢巾町体育館 - 流通センター - 矢巾営業所
  - 2016年7月のダイヤ改正で廃止

矢巾温泉線
- 515 盛岡駅 - 盛岡バスセンター - 川久保 - 三本柳 - 都南総合支所 - 飯岡駅前 - 福祉センター前（流通センター） - 矢巾営業所 - 矢巾温泉
  - 飯岡駅口バス停は2011年10月1日から県道120号線沿いから岩手飯岡駅構内に変更された。
  - 2016年7月から都南バスターミナル経由を都南総合支所経由に変更した上で、パストラルバーデン発着から矢巾温泉発着へ変更(路線短縮)。
  - 2023年10月のダイヤ改正で廃止

下飯岡線
- 516 盛岡駅 - 下川原 - 盛岡市立病院 - 友愛病院 - 都南バスターミナル - 徳田学校

湯沢・永井線
- 517 矢巾営業所 → 湯沢団地 → 上湯沢 → 流通センター → 飯岡駅口 → 都南総合支所 → 仙北町 → 盛岡駅
  - 2003年のダイヤ改正で廃止

盛岡市立病院線
- 518 盛岡市立病院 - アイスアリーナ - 下川原 - アイーナ

仙北町駅西口イオン線
- 520 仙北町駅西口 - 盛商前 - イオンモール盛岡南 - 盛岡市立病院 - 下川原 - イオンモール盛岡
  - 2023年10月のダイヤ改正で廃止

盛岡駅向中野線
- 522 向中野 → 本宮二丁目 → 盛南大橋 → 盛岡駅
- 523 盛岡駅 → 盛商前 → 新川橋 → 向中野

都南ゾーンバス支線系統
- 湯沢団地コース（都南バスターミナル - 東永井 - 友愛病院 - 上湯沢 - 湯沢団地南口）

ゆいとぴあ東線・津志田盛南線
- 518 盛岡バスセンター（ななっく前） - 盛岡駅 - 盛南大橋南 - 盛商前 - 向中野 - 盛岡スコーレ高校前 - 向中野五丁目 - よぼういがく協会
- 519 よぼういがく協会 → 盛岡友愛病院前 → 都南総合支所前 → 津志田近隣公園 → 飯岡駅前
  - よぼういがく協会までは518系統に直通する。
  - 2016年7月のダイヤ改正で飯岡駅前始発便が廃止され、片道のみの運行となる。
  - 2019年2月1日に519系統が廃止された[24]。
  - 2022年2月7日 - 経路変更に伴い、518系統を廃止。

 都南ゾーンバス基幹系統 
- Aルート（都南バスターミナル - 津志田近隣公園 - 川久保 - 仙北町 - 盛岡バスセンター - 盛岡駅）
- Bルート（都南バスターミナル - 津志田近隣公園 - 川久保 - 茶畑十文字 - 盛岡バスセンター - 盛岡駅）
  - Aルートは都南営業所と共管。
  - Bルートは平日のみ運行。
  - 2022年9月の都南バスターミナル閉鎖に伴い廃止。

 都南ゾーンバス支線系統 
- 盛岡工業コース（都南バスターミナル ← 盛岡南公園 ← 中央市場南口 ← 盛岡工業高校）
  - 平日のみ運行。
  - 都南バスターミナル発は都南営業所が担当[25]。
  - 2022年9月の都南バスターミナル閉鎖に伴い廃止。

矢巾不動線
- 矢巾温泉 ← 矢巾営業所 ← 矢巾町営住宅 ← 不動学校前
  - 平日のみ運行。
  - 2016年10月3日の経路変更に伴い、矢巾温泉始発便が廃止され、片道のみの運行となる。
  - 2020年12月7日より冬期間運休となる[26]。
  - 2021年11月1日より長期運休[27]。
  - 2023年4月のダイヤ改正で廃止[28]。

小岩井駅線
- 小岩井駅前 → 岩手ふそう前 → イオンモール盛岡 → 三ツ家 → 盛岡駅
  - 滝沢営業所と共管。平日のみ運行。
  - 盛岡駅発の便は滝沢営業所が担当。
  - 2024年4月改正により廃止[10]。

### 受託運行路線
矢巾町循環バス「さわやか号」
岩手県交通のバスカードも利用可能だった。
- 運行経路
  - 北回り線 : パストラルバーデン - 流通センター4丁目 - 北矢幅 - 高田橋 - 不来方高校前 - 矢幅駅前 - 南矢幅 - 矢巾温泉 - 矢巾営業所
    - 火・金曜日運行

  - 南回り線 : パストラルバーデン - 岩清水 - 白沢・田屋 - 東徳田 - 上谷地 - 不来方高校前 - 矢幅駅西口 - 桜屋 - パストラルバーデン
    - 月・木曜日運行
- 沿革
  - 1999年11月1日 - 試験運行開始。
  - 2000年6月1日 - 本格運行に移行。
  - 2011年3月11日 - 東日本大震災に伴い減便。
  - 2012年7月18日 - ヒマワリのデザインを施した車両に更新。
  - 2019年6月28日 - 運行終了[29]。